# بطولة كرة القدم الألمانية 1955
بطولة كرة القدم الألمانية 1955 (بالألمانية: Deutsche Fußballmeisterschaft 1954/55)‏ هو الموسم 45 من بطولة كرة القدم الألمانية ‏. أقيم خلال الفترة 4 مايو 1955 وحتى 26 يونيو 1955، وأشرف على تنظيمه اتحاد ألمانيا لكرة القدم، وكان عدد الأندية المشاركة فيه 9، وفاز فيه روت فايس إيسن.